# Freddy Rech
Freddy Rech, né le 7 février 1980 à Albertville, est un skieur alpin français spécialiste du super G et dans une moindre mesure du slalom géant.

## Biographie
Freddy Rech naît le 7 février 1980 à Albertville en Savoie.
Il débute sur le circuit FIS, le premier échelon du ski international organisé par la Fédération internationale de ski, en décembre 1995, avec deux slaloms géants les 12 et 13 aux Menuires ; il effectue une première saison à vingt-cinq courses réparties dans les quatre disciplines. Ses résultats sont équilibrés puisqu'il obtient comme meilleur résultat une dix-neuvième place en géant, une dix-huitième place en super G, une seizième place en slalom et une quinzième place en descente. Il entame la saison 1996-1997 sur les mêmes bases et les 27, 29 et 30 janvier 1997 il participe à ses premières épreuves de coupe d'Europe, antichambre de la coupe du monde, à Val d'Isère. Un super G et deux descentes, et une soixante-cinquième place comme meilleur résultat (lors du super G). Deux semaines plus tard il intègre pour la première fois le top 5 d'une course FIS en terminant quatrième du slalom de Sundsvall, puis il participe à ses premiers Championnats du monde juniors lors de l'édition de Schladming. Il prend le départ de trois épreuves, descente super G et géant, avec pour meilleur résultat la dix-neuvième place du super G. Puis le 13 mars il monte sur son premier podium FIS à l'occasion du super G de Puy-Saint-Vincent où il se classe troisième. Le profil de sa saison 1997-1998 ressemble à la précédente : essentiellement des courses FIS teintées d'un peu de coupe d'Europe  (avec au mieux une quarante-cinquième place, en super G aux Menuires). Fin février il participe aux mondiaux juniors de Megève/Chamonix/St. Gervais, dans les quatre disciplines comme l'année précédente. Mais cette fois, en plus de sa douzième place en descente et sa vingt-huitième place en géant, Freddy Rech remporte le super G devant le Slovène Andrej Jerman et la Suisse Konrad Hari : il devient champion du monde junior de la discipline.
En 1998-1999, ses résultats généraux s'améliorent avec notamment cinq podiums dont deux victoires (géant et super G) en FIS, et une participation plus régulière à la coupe d'Europe où il se rapproche du top 30 et donc de ses premiers points dans la catégorie (trois fois trente-deuxième, une fois trente-quatrième, en super G et slalom géant). En fin de saison il participe aux championnats du monde juniors de Pra-Loup et Le Sauze, où il défend son titre en super G. Il le cède à l'Autrichien Manfred Gstatter (it) mais remporte deux nouvelles médailles en argent : une pour le super G et une pour le slalom géant (derrière Christoph Alster (de), un autre skieur autrichien). Lors de la saison 1990-2000 son statut change et il évolue principalement sur circuit européen où il intègre pour la première fois des top 30, et marque donc ses premiers points. Il commence par obtenir les onzième et vingt-et-unième places lors des slaloms géants inauguraux de Valloire et réussit à intégrer un top 10 le 15 janvier 2020 en super G à Sankt Anton am Arlberg (huitième).  Fin février il participe également à vingt ans à ses derniers mondiaux juniors, au Québec (les championnats du monde juniors sont ouverts aux skieurs de moins de vingt-et-un ans), et remporte une quatrième médaille mondiale avec le bronze en géant sur les pistes de Stoneham derrière Georg Streitberger et Bernard Vajdič,. Dans la foulée Freddy Rech est sélectionné pour la première fois en coupe du monde : le 5 mars 2020 il prend le départ du super G de Kvitfjell, le dernier de la saison de coupe du monde (hors finales pour lesquelles seuls les meilleurs de la saisons sont qualifiés) ; il se classe quarante-quatrième au départ à 3"60 du vainqueur, Kristian Ghedina,. Il est également sélectionné pour les deux derniers slaloms géants de la saison, à Schladming et Hinterstoder, sans se qualifier pour les secondes manches (lors d'un slalom géant de coupe du monde, seuls les trente meilleurs de la première manche se qualifient pour la seconde). D'un point de vue comptable, cette saison 1999-2000 est la première où il marque des points en coupe d'Europe, et donc la première où il est classé. En descente (soixante-huitième avec neuf points), en slalom géant (vingt-quatrième avec quatre-vingt-onze points) et surtout en super G où il intègre le top 10 du classement de la spécialité en terminant neuvième (cent-trente-six points). Son total de deux-cent trente-six points le fait pointer à la vingt-septième place du classement général.
Freddy Rech commence sa saison 2000-2001 par le slalom géant inaugural de la coupe du monde à Sölden. Non qualifié pour la seconde manche, c'est sa seule épreuve de coupe du monde de la saison ; il continue ensuite en coupe d'Europe, sans résultats particulièrement remarquables. En 2001-2002 il participe à un peu plus d'épreuves de coupe du monde, trois géants et trois super G, et rate les points de peu à Garmisch-Partenkirchen en terminant trente-troisième du super G, à huit centièmes de la trentième place de Patrick Staudacher,. Mais c'est en coupe d'Europe qu'il brille, surtout en super G. Il monte sur trois des six podiums de la saison (troisième à Tarvisio, deuxième à Sella Nevea et premier à Tignes) et remporte le classement de la spécialité avec deux-cent quatre-vingt-neuf points, devant les Autrichiens Hannes Reichelt (à seulement quinze points de Rech) et Stephan Görgl (à vingt-quatre points du Français, malgré ses deux victoires). Additionnés à ses cent-trente-huit points en slalom géant (seizième place du classement de la spécialité), il obtient un total de quatre cent vingt-sept points qui le classent douzième du classement général, loin derrière Martin Marinac et ses huit-cent trente-cinq points, mais néanmoins son meilleur total et le meilleur classement de sa carrière,.
Pour la première fois de sa carrière, Freddy Rech est titulaire en équipe de France A et il participe aux premiers slaloms géants et super G de coupe du monde 2002-2003, avec une trente-neuvième place lors du super G de Lake Louise comme meilleur résultat, le 8 décembre. Et puis sa saison s'arrête. Il est prévu au départ du géant d'Adelboden mi-janvier, mais doit finalement renoncer. Titulaire en géant et super G pour la saison 2003-2004 de coupe du monde il frôle les points le 12 décembre à Beaver Creek en terminant trente-et-unième du super G. Il marque finalement ses premiers points mondiaux trois semaines après avoir fêté son vingt-quatrième anniversaire, le 28 février 2004 : à la surprise générale, et après une très bonne première manche dont il finit troisième, Freddy Rech se classe cinquième du slalom géant de Kranjska Gora, à quatorze centièmes du podium et soixante-quatorze du vainqueur, Bode Miller,. Qui dit premiers points dit premier classement, et avec les quarante-cinq points gagné en Slovénie il se classe trente-deuxième du classement de la spécialité et quatre-vingt-huitième du classement général.
À l'aube de la reprise de la coupe du monde et de son traditionnel géant inaugural de Sölden, Freddy Rech est dans le groupe des géantistes et décrit par l’entraîneur Jean-Pierre Mollié comme le plus rapide, devant le convalescent leader du groupe Frédéric Covili. Le 4 décembre, il intègre le top 30 du géant de Beaver Creek (dix-neuvième, après sa quarante-cinquième place en super G deux jours plus tôt) et récidive le 11 janvier à Adelboden (vingt-cinquième). En février, il fait partie des vingt-deux skieurs français sélectionnés pour les Mondiaux de Bormio (sélectionné en géant aux côtés de Joël Chenal, Frédéric Covili et Gauthier de Tessières), grâce à un élargissement des critères de sélection (trois fois dans les 30 durant les deux dernières saisons, critère qu'il remplit in-extremis). Il se classe dix-neuvième du slalom géant remporté par l'Autrichien Hermann Maier, le meilleur des quatre français engagés,,. Ce sont ses premiers et seuls championnats du monde.
La saison 2005-2006 est une saison olympique et Freddy Rech l’aborde en tant que titulaire dans l'équipe de coupe du monde. Il ne termine la première manche d'aucun des quatre premiers géants de la saison, et s'il est dans le groupe pour celui d'Adelboden, le dernier avant les Jeux de Turin, il l'aborde avec une certaine pression puisqu'il doit terminer dans les trente premiers pour remplir les critères de sélection. Objectif qu'il n'atteint pas. Privé de Jeux olympiques, il n'est plus sélectionné non plus pour les dernières épreuves de coupe du monde. Lors de la saison 2006-2007, il ne fait plus partie du groupe France et ne skie quasiment pas en compétition ; il prend officiellement sa retraite sportive à la fin de la saison, à seulement vingt-cinq ans.
Freddy Rech se consacre alors à l'enseignement du ski, en tant que moniteur, de 2007 à 2010 à Aspen au Colorado puis dans sa station de Courchevel,. Il s'implique également dans le golf et devient notamment l'agent de Alexandre Kaleka (en), joueur professionnel sur le circuit européen. En 2006 il crée également FP Events à Genève, une agence de voyages spécialisée dans les sports de montagne.

## Palmarès

### Coupe du monde
En sept saisons de Coupe du monde de ski alpin, Freddy Rech a pris trente-sept départs, de mars 2000 à Kvitfjell à janvier 2006 à Adelboden, en slalom géant et super G,.
- Meilleur classement général : 88e en 2004 avec 45 points[22].
- Meilleur classement de slalom géant : 32e en 2004 avec 45 points[22].
- Meilleur résultat sur une épreuve de Coupe du monde : 5e en 2004 au géant de Kranjska Gora[39].

#### Classements
Même s'il a pris le départ d'au moins une course de Coupe du monde dans sept saisons différentes, il n'est rentré que trois fois dans les points (dans les trente meilleurs de la course) : une fois en 2003-2004 et deux fois en 2004-2005. Il n'est donc classé que pour ses deux saisons.
| Saison / Épreuve | Saison / Épreuve | Général | Général | Slalom géant | Slalom géant |
| ---------------- | ---------------- | ------- | ------- | ------------ | ------------ |
| Saison / Épreuve | Saison / Épreuve | Class.  | Points  | Class.       | Points       |
| 2004             | 2004             | 88e     | 45      | 32e          | 45           |
| 2005             | 2005             | 116e    | 18      | 45e          | 18           |

### Coupe d'Europe
En six saisons de Coupe d'Europe de ski alpin Freddy Rech a pris cent-onze départs, de janvier 1997 à Val d'Isère à mars 2006 à Altenmarkt im Pongau,.
- Meilleur classement général : 12e en 2002 avec 427 points[12].
- Meilleur classement descente : 29e en 2001 avec 49 points[12].
- Meilleur classement super G : vainqueur en 2002 avec 289 points[12].
- Meilleur classement slalom géant : 16e en 2002 avec 138 points[12].
- 3 podiums dont 1 victoire : une victoire, une seconde et une troisième place en super G, toutes lors de la saison 2001-2002[41].

#### Classements
| Saison / Épreuve | Saison / Épreuve | Général | Général | Descente | Descente | Super G | Super G | Slalom Géant | Slalom Géant |
| ---------------- | ---------------- | ------- | ------- | -------- | -------- | ------- | ------- | ------------ | ------------ |
| Saison / Épreuve | Saison / Épreuve | Class.  | Points  | Class.   | Points   | Class.  | Points  | Class.       | Points       |
| 2000             | 2000             | 27e     | 236     | 68e      | 9        | 25e     | 91      | 9e           | 136          |
| 2001             | 2001             | 50e     | 138     | 29e      | 49       | 39e     | 50      | 28e          | 39           |
| 2002             | 2002             | 12e     | 427     | -        | -        | 16e     | 138     | 1er          | 289          |
| 2004             | 2004             | 66e     | 117     | 65e      | 2        | 25e     | 106     | 36e          | 9            |
| 2005             | 2005             | 221e    | 1       | -        | -        | 100e    | 1       | -            | -            |
| 2006             | 2006             | 92e     | 66      | -        | -        | 28e     | 66      | -            | -            |

### Championnats du monde junior
En quatre participations, de 1997 à Schladming à 2000  au Québec, Freddy Rech a concouru dans les quatre disciplines des Championnats du monde juniors de ski alpin pour quatre podiums : troisième de slalom géant en 2000 à Stoneham, vice-champion de super G et de slalom géant en 1999 à Pra-Loup, et titré en super G à Megève en 1998.
| Épreuve / Édition | Schladming 1997 | Megève, Chamonix et Saint-Gervais 1998 | Pra-Loup et Le Sauze 1999 | Québec 2000 |
| Descente          | 29e             | 12e                                    | 26e                       | 5e          |
| Super G           | 19e             | Or                                     | Argent                    | 11e         |
| Géant             | 29e             | 28e                                    | Argent                    | Bronze      |
| Slalom            | -               | abandon                                | 28e                       | -           |